# María Luisa Escobar

María Luisa Escobar (um 1922)

María Luisa González de Escobar (* 5. Dezember 1903 in Valencia; † 14. Mai 1985 in Caracas) war eine venezolanische Komponistin, Pianistin und Sängerin (Sopran).

## Leben
Escobar war die Tochter von Enrique González Olivo und María Gragirena Mijares. Sie  bekam ihre erste Klavier- und Kompositionsausbildung am Colegio Lourdes ihrer Heimatstadt, die sie am Instituto Welgelegen Habay auf Curaçao fortsetzte. 1925 entstanden in Mexiko zwei Schallplattenaufnahmen, auf denen sie die Lieder Canción de amor, La Golondrina, La paloma und La verdadera española sang.
Von 1928 bis 1931 studierte Escobar in Paris bei Roger-Ducasse und Gabriel Fauré. Sie heiratete den Musiker José Antonio Escobar Saluzzo, mit dem sie nach ihrer Rückkehr die ersten Schallplatten in Venezuela produzierte. 1931 gründete sie das Ateneo de Caracas, das sie bis 1943 leitete. 1947 gründete sie die Asociación Venezolana de Autores y Compositores (AVAC).
Am Teatro Municipal de Caracas wurde 1941 ihre musikalische Komödie Orquídeas Azules nach einem Libretto von Lucila Palacios aufgeführt. Zur gleichen Zeit nahm sie verschiedene Werke für Klavier und Orchester mit dem Orquestra Don Américo y sus Caribes in Buenos Aires auf. Für diese Besetzung komponierte Escobar in den 1940er Jahren mehrere Werke, in denen sie Themen aus der Folklore ihres Landes verwendete. Ihr Concierto Sentimental wurde vom Warschauer Sinfonieorchester aufgeführt. Anlässlich der III. Juegos Bolivarianos 1951 fand die Uraufführung ihrer Ballettsuite Guaicaipuro statt. 
Große Popularität erlangten Escobars zahlreiche Boleros, deren bekanntester Desesperanza wurde. Erstmals von dem venezolanischen Bariton Eduardo Lanz gesungen, wurde Desesperanza international durch die Aufnahme mit Alfredo Sadel bekannt. Das Stück wurde 1947 zum Canción del Año erklärt.

## Auszeichnungen
1984 erhielt sie den Premio Nacional de Música de Venezuela.

## Werke
- Orquídeas Azules, musikalische Komödie
- La Princesa Girasol
- Murachi
- Upata
- Concierto Sentimental für Klavier und Orchester
- Vals de concierto
- Petit suite
- Mi general Bolívar
- Diez canciones sentimentales

Boleros
- Como la primera vez
- Vente con el alba
- Noches de luna de Altamira
- Contigo
- Orquídeas azules
- Luna de Camoruco
- La despedida
- Caribe
- La luz de mi ciudad
- El marinero
- No puedo olvidarte
- Canción de oro
- Sueño de Bolívar
- Paraguaná
- Curiana
- Orinoco
- Canción del aviador
- Siete lunas
- Siempre
- Aleluya
- Carnaval de candela
- Desesperanza[3][4]